# Голямата война
„Голямата война“ (на италиански: La grande guerra) е военна трагикомедия от 1959 година, копродукция на филмови компании от Италия и Франция, режисирана от Марио Моничели.

## Сюжет
Италия, 1916 година. Оресте Джаковаци (Алберто Сорди) от Рим и Джовани Бусака (Виторио Гасман) от Милано са призовани в редиците на италианската армия по време на Първата световна война, към която те се присъединяват с неохота. Двамата измислят различни номера, за да се измъкнат от битките и работата. Джовани плаща на Оресте, вярвайки на неговите фалшиви обещания да го измъкне от армията. И двамата се опитват по всякакъв начин да избегнат службата, но обстоятелствата се стичат така, че съдбите им отново се пресичат във влака на път за фронта. Въпреки че преди Оресте е измамил Джовани, те двамата стават приятели и заедно са разпределени на втората линия на фронта. Двамата италиански войници попадат в мъглите на австрийския фронт против волята си. Тук те прекарват няколко месеца в относителен мир и Джовани намира време за афера с проститутката Костантина (Силвана Мангано). Войната приближава с всеки изминал ден и за съжаление те двамата попадат под командването на строгия офицер, лейтенант Галина (Ромоло Вали) и несговорчивия сержант Барифери (Ливио Лоренцон). По време на най-важната битка на италианците срещу австро- унгарците, когато трябва да защитят река Пиаве, Джовани и Оресте са натоварени с изключително отговорната задача да доставят жизненоважно съобщение на италианския щаб, но попадат в капан и са заловени. Австрийският офицер (Жерард Хертер) започва разпит, заплашвайки ги, че ще им отнеме живота, за да се добере до важното съобщение.

## В ролите
| Изпълнител        | Роля                     |
| ----------------- | ------------------------ |
| Алберто Сорди     | Оресте Джаковаци         |
| Виторио Гасман    | Джовани Бусака           |
| Силвана Мангано   | проститутката Костантина |
| Фолко Лули        | Бордин                   |
| Бернар Блие       | капитан Кастели          |
| Ромоло Вали       | лейтенант Галина         |
| Виторио Саниполи  | майор Вентури            |
| Никола Ариляно    | Джардино                 |
| Джеронимо Мейниер | вестоносецът             |
| Марио Валдемарин  | Лоренци                  |
| Елза Вазолер      | съпругата на Бордин      |
| Тиберио Мурджа    | Розарио Никотра          |
| Ливио Лоренцон    | сержант Барифери         |
| Феручо Амендола   | Де Кончини               |
| Джани Баджино     | войникът                 |
| Карло Д′Анджело   | капитан Фери             |
| Акиле Компаньони  | капелана                 |
| Луиджи Фаинели    | Джакомаци                |
| Марчело Джорда    | генералът                |
| Тиберио Митри     | Мандрих                  |
| Жерард Хертер     | австрийският капитан     |
| Гуидо Челано      | италианският майор       |

## Продукция
Снимките на филма протичат от 25 май до средата на юни 1959 година главно в провинция Удине, в Джемона дел Фриули, в околностите на Венцоне, в крепостта на Палманова и в квартала Несполето на Лестица. Някои от сцените са заснети в Сан Пиетро Инфине, Кампания.

## Награди и номинации

### Награди
- Награда Давид от наградите Давид Ди Донатело за най-добра продукция от 1960 година.
- Награда Давид от наградите Давид Ди Донатело за най-добра мъжка роля на Алберто Сорди и Виторио Гасман от 1960 година.
- Награда Сребърна лента на „Италианския национален синдикат на филмовите журналисти“ за най-добра мъжка роля на Алберто Сорди от 1960 година.
- Награда Сребърна лента на „Италианския национален синдикат на филмовите журналисти“ за най-добър дизайн на продукция на Марио Гарбулия от 1960 година.
- Награда Златен лъв за най-добър филм от Международния кинофестивал във Венеция, Италия през 1959 година.
- Специална диплома за най-добра мъжка роля на Алберто Сорди от Международния кинофестивал във Венеция, Италия през 1959 година.

### Номинации
- Номинация за Оскар за най-добър чуждоезичен филм от 1960 година.
- Номинация за Златен глобус за най-добър филм от 1960 година.
- Номинация за Сребърна лента на „Италианския национален синдикат на филмовите журналисти“ за най-добър режисьор на Марио Моничели от 1960 година.
- Номинация за Сребърна лента на „Италианския национален синдикат на филмовите журналисти“ за най-добра мъжка роля на Виторио Гасман от 1960 година.
- Номинация за Сребърна лента на „Италианския национален синдикат на филмовите журналисти“ за най-добър продуцент на Дино Де Лаурентис от 1960 година.
- Номинация за Сребърна лента на „Италианския национален синдикат на филмовите журналисти“ за най-добър оригинален сценарий на Агеноре Инкрочи, Марио Моничели, Карло Салса, Фурио Скарпели и Лучано Винченцони от 1960 година.
- Номинация за Сребърна лента на „Италианския национален синдикат на филмовите журналисти“ за най-добър сценарий на Агеноре Инкрочи, Марио Моничели, Карло Салса, Фурио Скарпели и Лучано Винченцони от 1960 година.
- Номинация за Сребърна лента на „Италианския национален синдикат на филмовите журналисти“ за най-добър оператор на Джузепе Ротуно от 1960 година.
- Номинация за Сребърна лента на „Италианския национален синдикат на филмовите журналисти“ за най-добри костюми на Данило Донати от 1960 година.[8]